# Colombiatrogon
Colombiatrogon (Trogon cupreicauda) är en fågel i familjen trogoner inom ordningen trogonfåglar.

## Utbredning och systematik
Colombiatrogon förekommer i västra Colombia och västra Ecuador. Fågeln betraktades tidigare som del av svartstrupig trogon (Trogon rufus). Den urskiljs dock sedan 2023 som egen art av eBird/Clements och IOC.

## Status
IUCN erkänner den inte som art, varför den inte placeras i någon hotkategori.